# Мюллер, Петер Эразм (лесовод)
Петер Эразм Мюллер (дат. Peter Erasmus Müller; 25 октября 1840 — 5 октября 1926) — датский лесовод и почвовед. Сын нумизмата Людвига Мюллера, внук историка и религиозного деятеля Петера Эразма Мюллера.
Учился в Копенгагенском университете, специализируясь в зоологии, опубликовал две статьи о ветвистоусых раках. Затем, однако, решил посвятить себя лесоводству и в 1866—1868 гг. учился в Королевском ветеринарно-сельскохозяйственном университете, где затем в 1873—1882 гг. преподавал (в промежутке защитив в 1871 г. диссертацию по зоологии). На этом посту Мюллер основал первый датский лесоводческий журнал «Tidskrift for Skovbrug» (1875), который возглавлял до 1891 года. В 1882 г., желая иметь больше возможностей для непосредственного изучения природного материала, оставил университет и занял должность главного лесничего Северной Зеландии. В 1884 г. избран членом Королевской академии наук и искусств. В 1906 г. был президентом Международного конгресса лесоводов в Вюртемберге.
Наиболее значительный труд Мюллера, «Очерки о лесных почвах» (дат. Studier over Skovjord), был опубликован двумя выпусками в его журнале «Tidskrift for Skovbrug» (1878 и 1884) и затем переведён на немецкий и французский языки. Наряду с трудами В. В. Докучаева это сочинение стоит, по мнению специалистов, у истоков современного почвоведения.